# Sivaonyx
Sivaonyx — вимерлий рід хижих, що знайдений у таких країнах: Кенія, ПАР, Уганда, Чад, Китай, Пакистан, Іспанія, Туреччина (29 колекцій). Рід містить такі види: Sivaonyx africanus, Sivaonyx bathygnathus, Sivaonyx beyi, Sivaonyx ekecaman, Sivaonyx gandakasensis, Sivaonyx hendeyi, Sivaonyx hessicus, Sivaonyx kamuhangirei, Sivaonyx lehmani, Sivaonyx senutae, Sivaonyx soriae.